# .cs
.cs는 과거에 사용되던 국가 도메인이다. 본래 체코슬로바키아의 국가 도메인으로 사용되었으나, 체코슬로바키아가 1993년에 체코 공화국과 슬로바키아로 분리되었으므로 .cs는 1995년 1월 경 폐지되고 .cz와 .sk가 그 자리를 대신하게 되었다.
그 후 2003년 7월, .cs가 세르비아 몬테네그로(세르비아어: Srbija i Crna Gora)의 ISO 3166-1 국가 부호로 할당되었다. 그러나 세르비아 몬테네그로는 .cs를 국가 도메인으로서 쓰지 않고 유고슬라비아의 국가 도메인인 .yu를 계속 사용했다. 이후 2006년 세르비아와 몬테네그로로 분리되어 각자의 국가 도메인(세르비아: .rs, 몬테네그로: .me)이 할당되었다.